# Xã Nishnabotna, Quận Atchison, Missouri
Xã Nishnabotna (tiếng Anh: Nishnabotna Township) là một xã thuộc quận Atchison, tiểu bang Missouri, Hoa Kỳ. Năm 2010, dân số của xã này là 155 người.